# Strymon (vlinders)
Strymon is een geslacht van dagvlinders uit de familie Lycaenidae, de kleine pages, vuurvlinders en blauwtjes. De wetenschappelijke naam van het geslacht werd voor het eerst geldig gepubliceerd in 1818 door Jacob Hübner. Hübner beschreef als eerste soort Strymon melinus, een veel voorkomende soort in Noord- en Midden-Amerika. Hij rekende ook Hesperia acaciae die door Johann Christian Fabricius was beschreven, tot dit geslacht.
Van dit geslacht komen soorten voor van Canada tot de gematigde streken van Chili en Argentinië (Nearctisch en Neotropisch gebied). Sommige soorten zijn plaaginsecten; de larven van Strymon megarus, Strymon ziba en Strymon oreala bijvoorbeeld, voeden zich met planten uit de bromeliafamilie, waaronder de ananas (Ananas comosus). De rupsen van de vlinders zijn klein en onopvallend gekleurd.

## Soorten
- Strymon acis (Drury, 1773)
- Strymon ahrenholzi Nicolay & Robbins, 2005
- Strymon albatus (C. & R. Felder, 1865)
- Strymon alea (Godman & Salvin, 1887)
- Strymon astiocha (Prittwitz, 1865)
- Strymon avalona (Wright, 1905)
- Strymon azuba (Hewitson, 1874)
- Strymon bazochii (Godart, 1824)
- Strymon bebrycia (Hewitson, 1868)
- Strymon bicolor (Philippi, 1859)
- Strymon bubastus (Stoll, 1780)
- Strymon cardus (Hewitson, 1874)
- Strymon cestri (Reakirt, 1867)
- Strymon christophei (Comstock & Huntington, 1943)
- Strymon colombianus (Johnson, Miller & Herrera, 1992)
- Strymon columella (Fabricius, 1793)
- Strymon crambusa (Hewitson, 1874)
- Strymon cyanofuscus Johnson, Eisele & MacPherson, 1990
- Strymon daraba (Hewitson, 1867)
- Strymon davara (Hewitson, 1868)
- Strymon eremica (Hayward, 1949)
- Strymon eurytulus (Hübner, 1819)
- Strymon flavaria (Ureta, 1956)
- Strymon gabatha (Hewitson, 1870)
- Strymon giffordi Nicolay & Robbins, 2005
- Strymon glorissima Johnson & Salazar, 1993
- Strymon heodes (Druce, 1909)
- Strymon istapa (Reakirt, 1867)
- Strymon jacqueline Nicolay & Robbins, 2005
- Strymon lamasi Nicolay & Robbins, 2005
- Strymon limenia (Hewitson, 1868)
- Strymon lucena (Hewitson, 1868)
- Strymon martialis (Herrich-Schäffer, 1865)
- Strymon megarus (Godart, 1824)
- Strymon melinus Hübner, 1818
- Strymon michelle Nicolay & Robbins, 2005
- Strymon monopeteinus Schwartz & Miller, 1985
- Strymon mulucha (Hewitson, 1867)
- Strymon niveus (Johnson, Miller & Herrera, 1992)
- Strymon ohausi (Spitz, 1933)
- Strymon oreala (Hewitson, 1868)
- Strymon oribata (Weymer, 1890)
- Strymon rana (Schaus, 1902)
- Strymon rufofuscus Hewitson, 1877
- Strymon sabinus (C. & R. Felder, 1865)
- Strymon serapio (Godman & Salvin, 1887)
- Strymon sylea (Hewitson, 1867)
- Strymon tegaea (Hewitson, 1868)
- Strymon toussainti (Comstock & Huntington, 1943)
- Strymon veterator (Druce, 1907)
- Strymon wagenknechti (Ureta, 1947)
- Strymon yojoa (Reakirt, 1867)
- Strymon ziba (Hewitson, 1868)